# Lindsay Hassett
Pour les articles homonymes, voir Hassett.
Arthur Lindsay Hassett (né le 28 août 1913, décédé le 16 juin 1993), communément appelé Lindsay Hassett, était un joueur de cricket australien. Ce batteur a disputé son premier test pour l'équipe d'Australie en 1938. À la fin de la Seconde Guerre mondiale, il est le capitaine de l'Australian Services, une équipe de joueurs mobilisés pendant la guerre et qui effectua principalement une tournée en Angleterre. Il fit partie de l'équipe des Invincibles, surnom des Australiens qui furent invaincus sur le sol anglais en 1948. Après la retraite internationale de Donald Bradman, il fut choisi comme capitaine de la sélection australienne, à la tête de laquelle il remporta 14 matchs pour seulement 4 défaites et six draws.

## Équipes
- Victoria (1932-33 - 1952-53)

## Sélections
- 43 sélections en Test cricket (1938 - 1953)
  - 24 fois capitaine (1949 - 1953), 14 victoires, 6 draws, 4 défaites[1]

## Récompenses et distinctions
- Un des cinq Wisden Cricketers of the Year de l'année 1949
- Membre de l'Australian Cricket Hall of Fame depuis 2003